# 테리 맥민

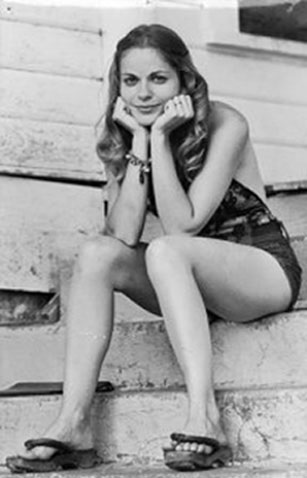

테리 맥민(Teri McMinn, 1951년 8월 18일 ~ )은 미국의 배우, 영화배우이다.
휴스턴에서 태어났다.

## 영화
- 텍사스 전기톱 학살 (1974년) - 팸 역